# Джаннатабад (Казвин)
Джаннатабад (перс. جنت‌آباد‎) — сельское поселение в провинции Казвин на северо-западе Ирана.

## Население
По переписи 2006 года в Джаннатабаде проживали 259 человек (72 домохозяйства).

## Транспорт
Джаннатабад расположен в 5 километрах от трассы Казвин — Буин-Захра. Расстояние по дороге до Казвина — 48 км, до Тегерана — 172 км.

## Авиакатастрофа 2009 года
15 июля 2009 года в поле севернее деревни рухнул Ту-154М Caspian Airlines (рейс 7908 Тегеран — Ереван). В катастрофе погибли 168 человек.